# Franco Scaglione
Pour les articles homonymes, voir Scaglione.
Franco Scaglione, né le 26 septembre 1916 à Florence et mort le 19 juin 1993 à Suvereto, est un designer automobile italien.

## Biographie
Franco Scaglione est né à Florence en 1916 de Vittorio Scaglione, médecin-major de l’armée, et de Giovanna Fabbri, capitaine de la Croix Rouge Italienne. Sa famille paternelle est de très vieille noblesse (comte de Martirano San Nicola et Mottafilocastro). Mais à l’âge de six ans, le décès de son père le rend orphelin avec son frère cadet Eugenio.
Il suit des études classiques, pour se diriger ensuite à l’université vers une formation en ingénierie aéronautique. Ses hobbies préférés sont la lecture, le tennis, l’équitation et le canotage. Il effectue son service militaire dans le Génie comme sous-lieutenant. Il poursuit ses études, mais au début de la Seconde Guerre mondiale, il se porte volontaire. Envoyé sur le front libyen, il est fait prisonnier par les Anglais à El Duda, au sud de Tobrouk. Il sera interné dans le camp de Yol, en Inde, où il restera jusqu’à fin 1946. Le dernier navire de transport de prisonniers le ramène en Italie le 26 décembre. Il rejoint alors sa mère à Carolei, près de Cosenza, où il séjournera presque un an. Son frère Eugenio est mort durant la guerre.
Au début de 1948, il se rend à Bologne à la recherche d’un emploi : il rêve déjà de travailler comme styliste dans le domaine automobile, sa vraie passion, mais il se consacre d’abord à l'habillement, réalisant avec succès des dessins pour des maisons de couture. Le 25 décembre 1948, il épouse Maria Luisa Benvenuti, avec laquelle il aura une fille, Giovanna, née le 10 septembre 1950.
En avril 1951, il déménage à Turin, ville où sont installées les principaux ateliers de carrosserie automobile italiens. Il contacte Gian-Battista Pinin Farina qui apprécie beaucoup les dessins qu’il lui présente mais aucune collaboration ne peut être envisagée car Pininfarina n’autorise pas les dessinateurs à signer leurs modèles.

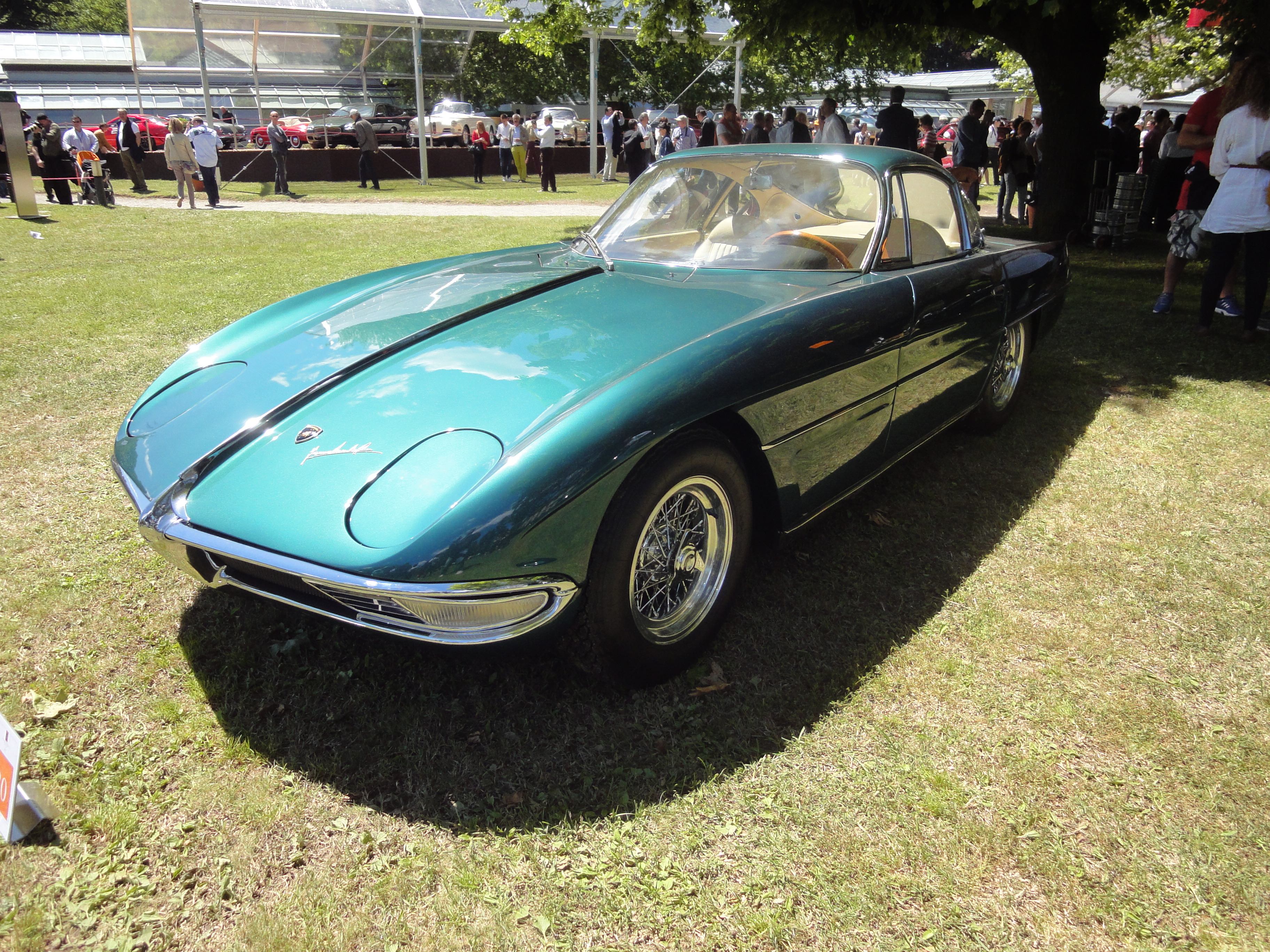
Lamborghini 350 GTV, premier concept car de Lamborghini (1963).

Il rencontre alors Nuccio Bertone et une association débute qui mènera à la création de splendides réalisations telles que l'Alfa Romeo BAT, les Giulietta Sprint, Giulietta SS et tant d’autres. En 1959, Scaglione cesse de travailler exclusivement pour Carrozzeria Bertone et dessine pour son propre compte : naîtront ainsi la Lamborghini 350 GTV, l’ATS 2500 GT, ou la 1900 Skyline Sprint de la marque japonaise Prince. En 1967, il dessinera pour Alfa Romeo Autodelta la mythique Alfa Romeo 33 Stradale, considérée par beaucoup comme une des plus belles autos jamais réalisées.

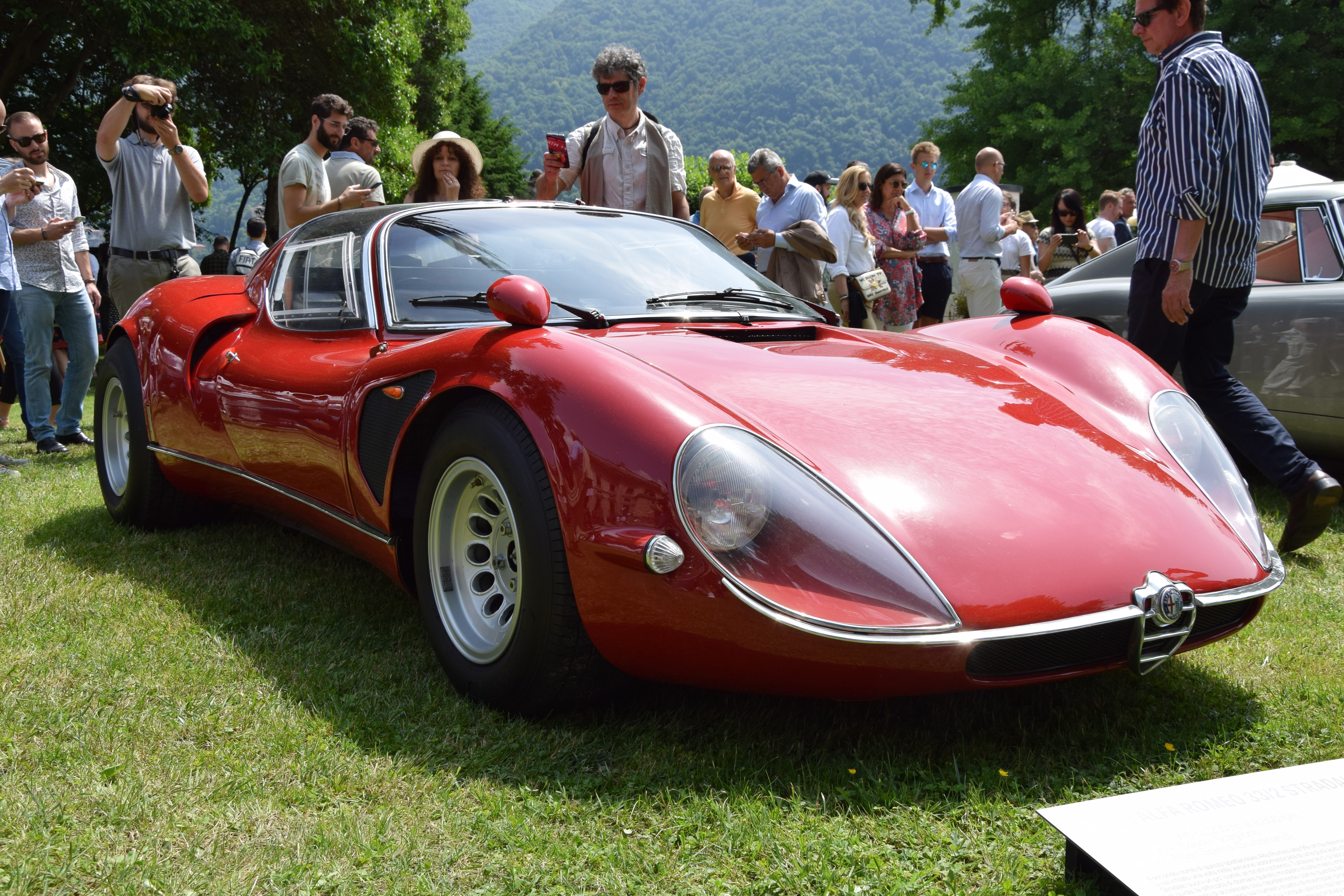
Alfa Romeo Tipo 33 Stradale Scaglione (1968)

Il dessine divers modèles de la firme Intermeccanica (en) : les Apollo, Torino, Italia, Indra, IMP, Murena. Alors que l'Indra d'Intermeccanica est sur le point d'être distribuée aux États-Unis en 1973, la production doit cesser après que General Motors ait brusquement décidé de ne plus fournir les moteurs Chevrolet et les pièces Opel nécessaires à sa fabrication. Le premier choc pétrolier fait le reste. Scaglione, qui a investi toutes ses économies dans le projet, voit Intermeccanica fermer ses portes en décembre 1974 et se retire alors de toute activité.
En 1981, il s'installe à Suvereto, petit bourg de la province de Livourne, où il mène une existence très retirée. En juillet 1991, on lui diagnostique un cancer du poumon : il mourra deux ans plus tard, le 19 juin 1993.

## Réalisations

Quelques modèles emblématiques
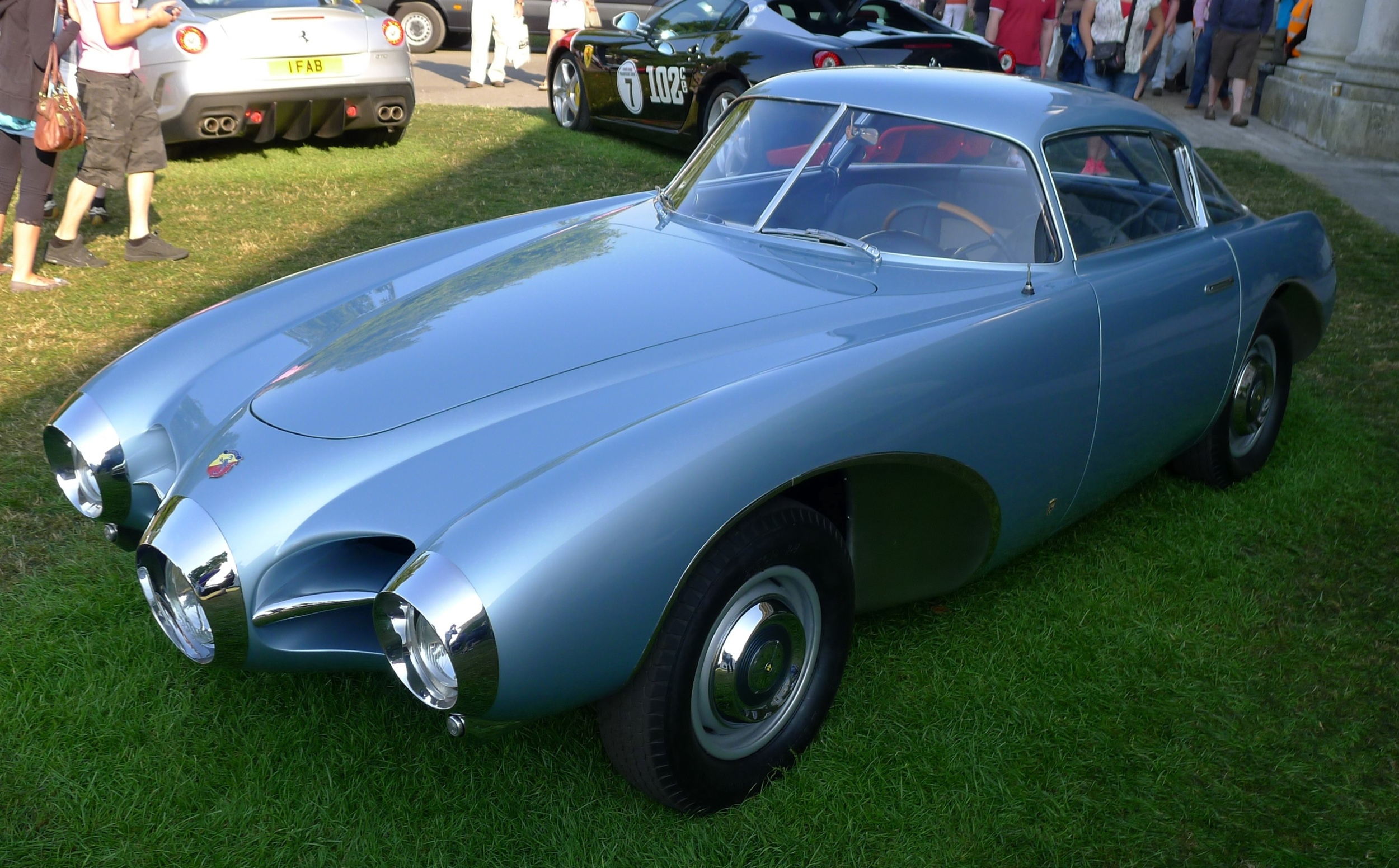
Abarth 1500 Biposto (1952)
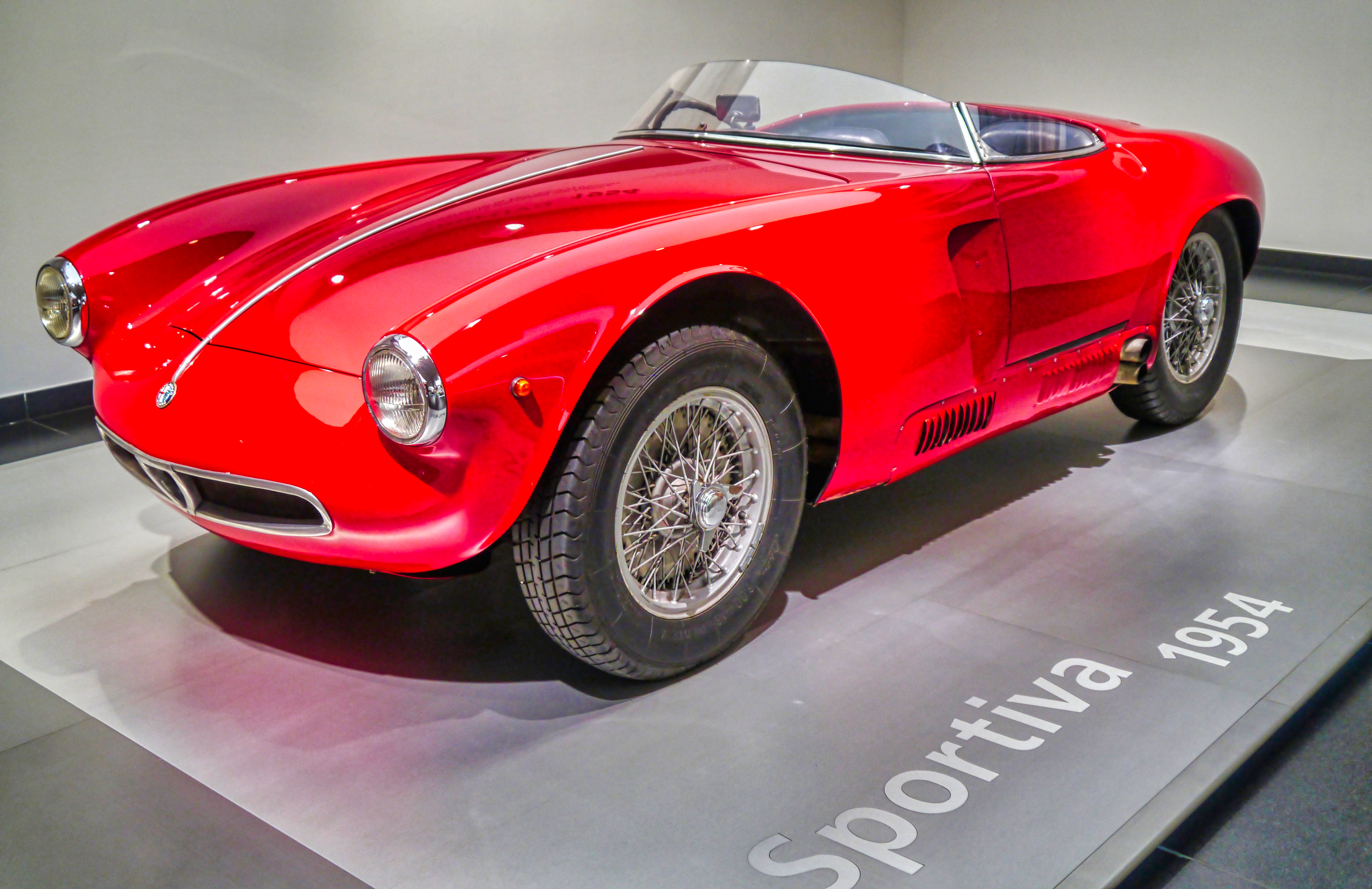
Alfa Romeo 1900 Sport Spider (1954)
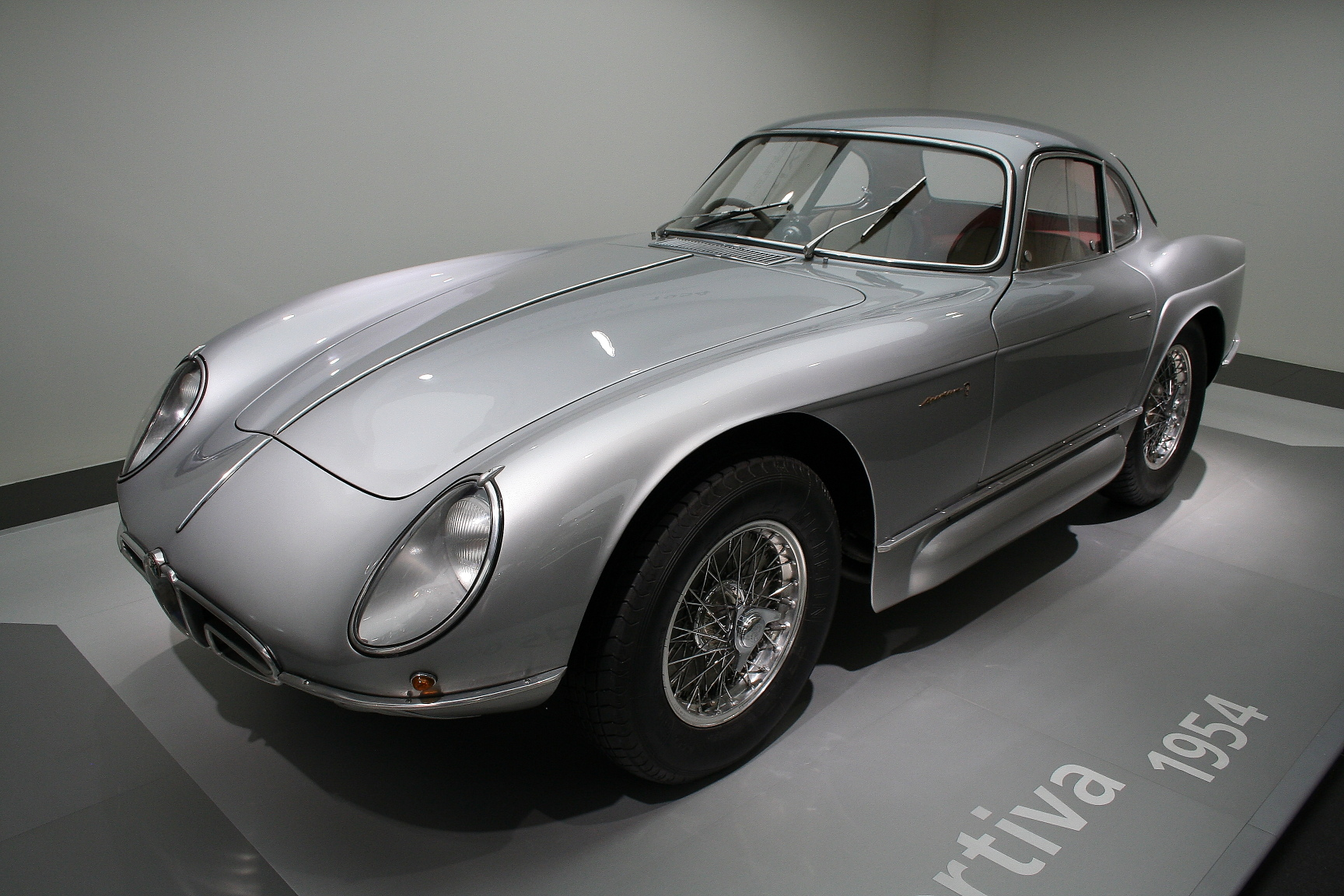
Alfa Romeo 2000 Sportiva (1954)
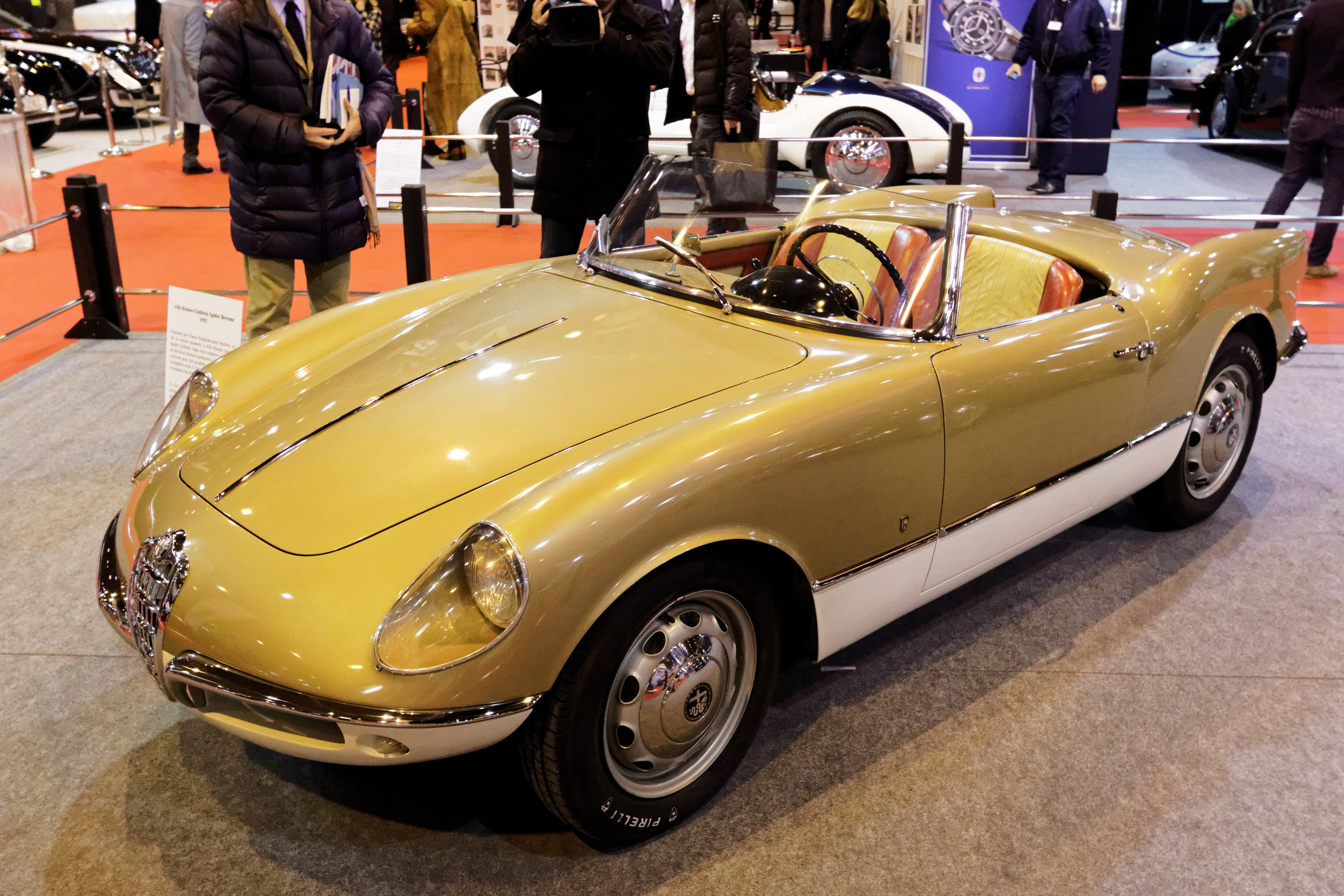
Alfa Romeo Giulietta (1954)
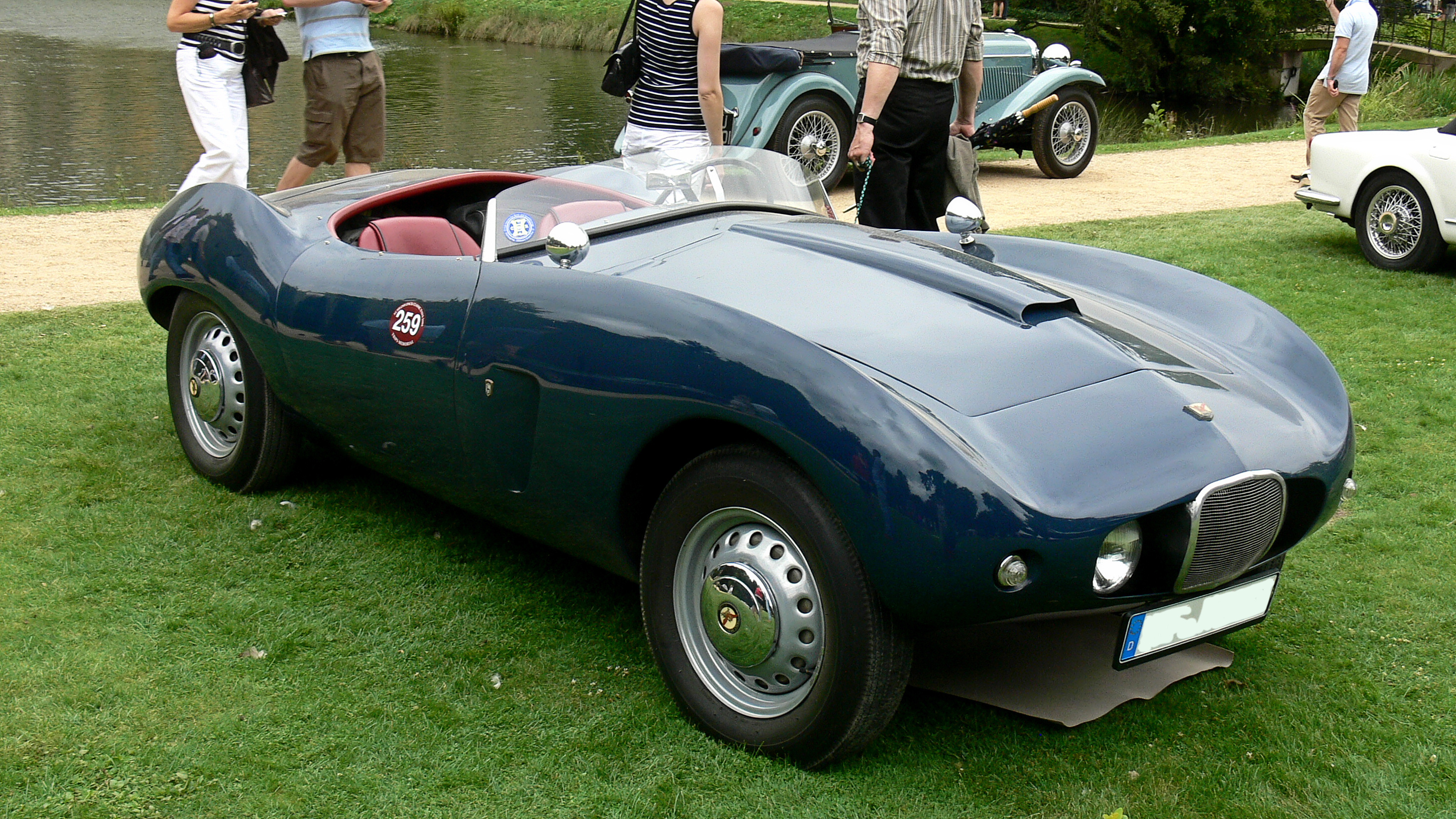
Arnolt Bristol Bertone (1954)
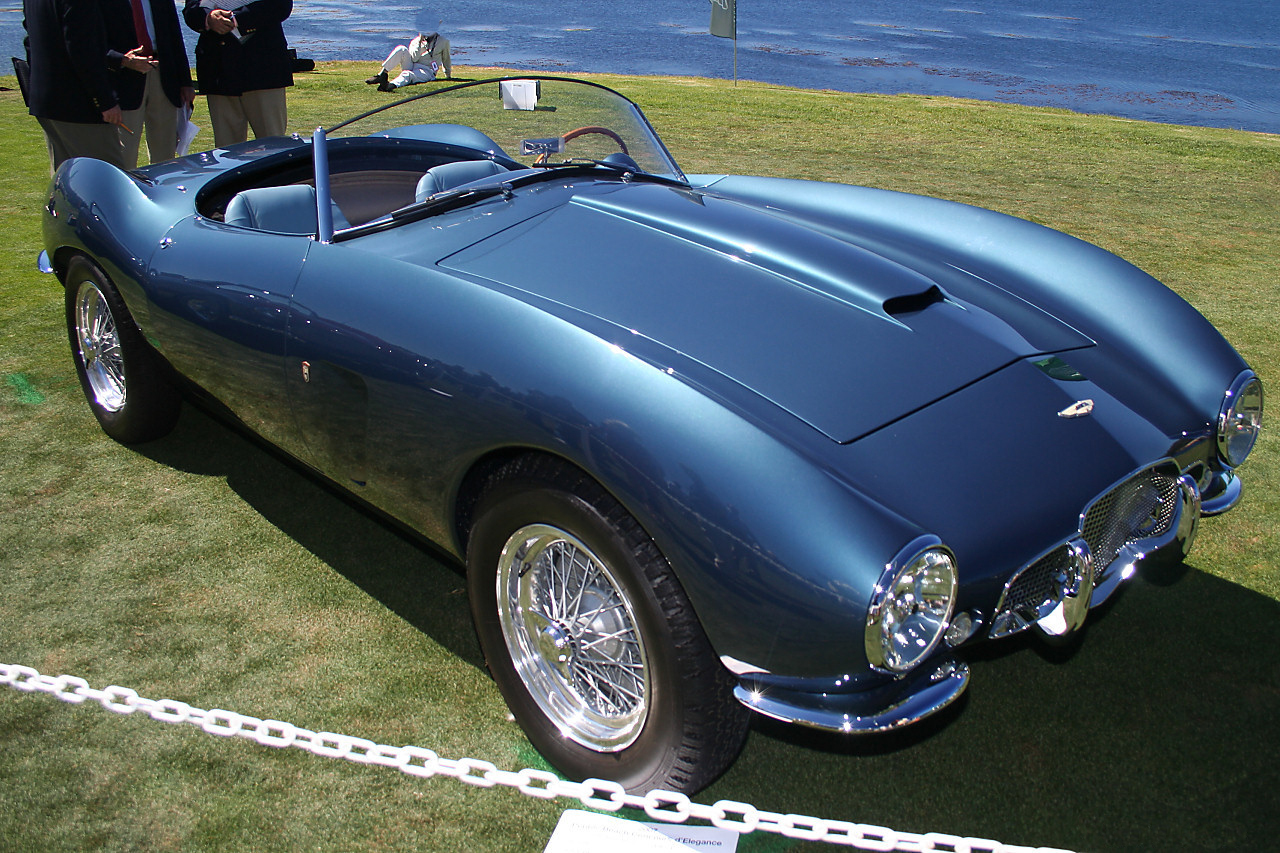
Aston Martin DB2/4 Bertone Spyder (1954)
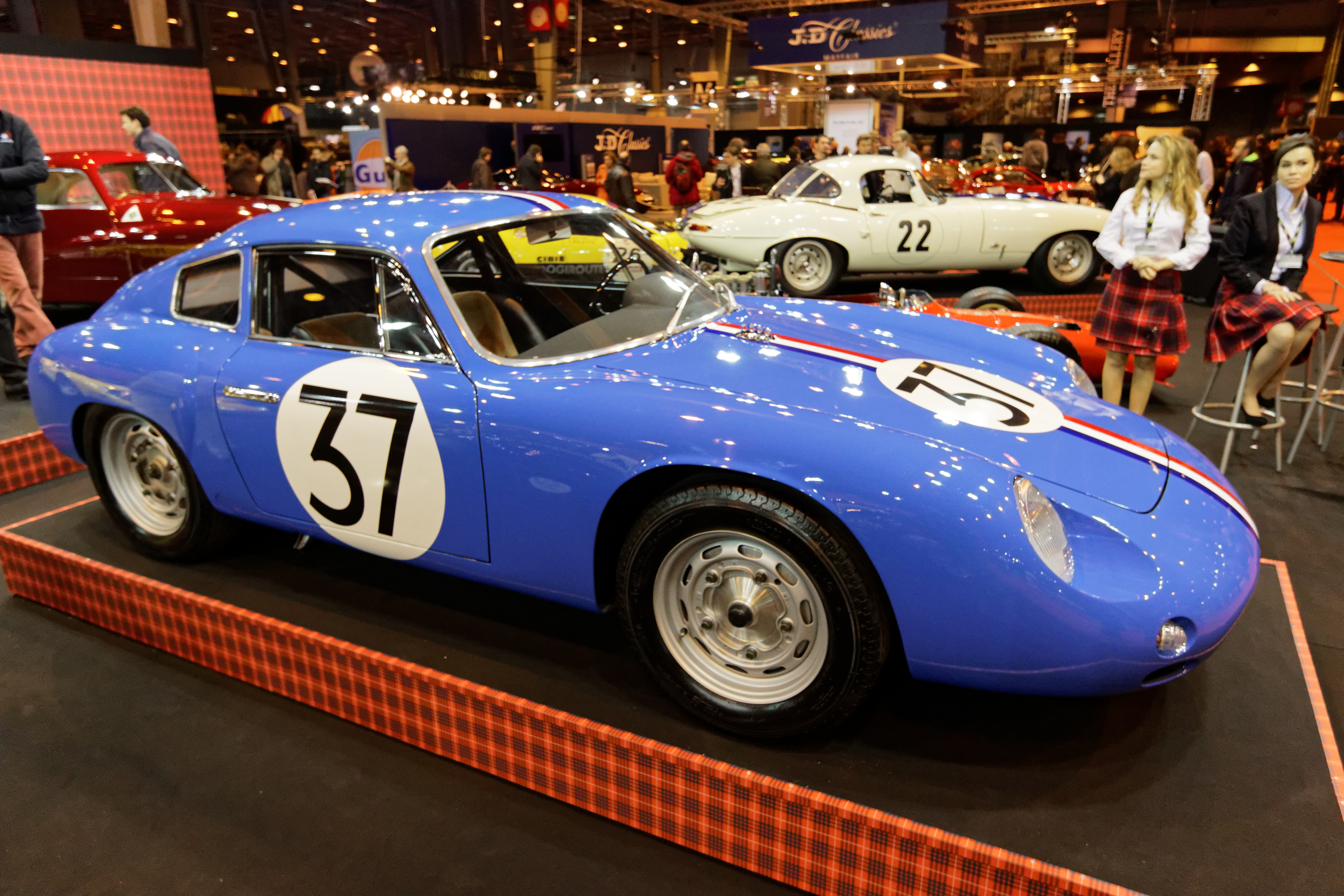
Porsche 356/B Carrera GTL Abarth (1960)
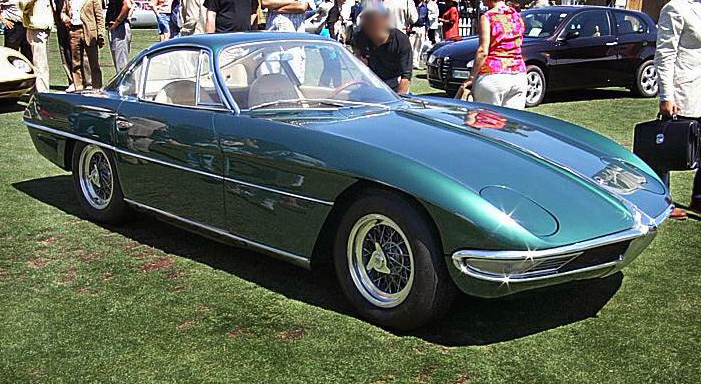
Lamborghini 350 GTV (1963)